# 송재경 (언론인)
'송재경(宋在競, 1962년 ~ )은 대한민국의 MBC충북 충주방송국의 기자이며,  ‘(주)파워마루’를 설립하면서 대표이사이다.

## 학력
- 충주고등학교
- 충북대학교 독어독문학과 학사

## 경력
- 청주MBC기자로 입사
- 보도국장
- 경영사업국장
- ‘(주)파워마루’를 설립 후 대표이사